# Carlow University
La Carlow University è un'università privata di indirizzo cattolico con sede a Pittsburgh, nello stato americano della Pennsylvania.
Il Mount Mercy College fu fondato nel 1929 da una comunità di suore della misericordia irlandesi giunte in diocesi di Pittsburgh dalla contea di Carlow. Nel 1969 all'istituto fu dato il nome di Carlow College, in omaggio al luogo di origine delle suore della misericordia, e nel 2004 il college fu elevato al rango di university.